# Gebel Archenu
Il Gebel Archenu è una montagna di 1.435 m. che si trova in Libia, nel sud del deserto libico, presso il confine con l'Egitto. La montagna si trova a circa 25 km a nordovest del monte Gebel Auenat di cui è una copia in piccolo.